# Reinier II van Henegouwen
Reinier II van Henegouwen (ca. 890 - na 932) was een zoon van Reinier I van Henegouwen en van Alberada.
Hij werd in 915 graaf van Henegouwen, Bergen en Valencijn, in opvolging van zijn vader. Zijn broer Giselbert II van Maasgouw werd hertog van Lotharingen. Om onbekende reden raakte hij in strijd met zijn broer en moest hem zijn kinderen in gijzeling geven. Met hulp van zijn zwager Berengarius van Namen viel hij Giselbert aan en wist de vrijheid van zijn kinderen te winnen. Giselbert verwoestte in 924 grote delen van Henegouwen. Reinier was in zijn verdere politiek vooral een bondgenoot van de Robertijnen.
Volgens sommige bronnen was Reinier getrouwd met Adelheid, dochter van Richard I van Bourgondië. De meeste bronnen gaan er echter van uit dat de naam van zijn vrouw niet bekend is. Reinier werd de vader van:
- Reinier III
- Rudolf (ovl. na 966), graaf van de Maasgouw en de Haspengouw, in 956 samen met Reinier bestraft door Bruno de Grote. Rudolf verloor zijn bezittingen maar kreeg ze later terug.
- Leotard, genoemd in enkele aktes, overleden voor 944.
- Richwara, gehuwd met graaf Neveling van de Betuwe.

## Voorouders
| Voorouders van Reinier II van Henegouwen | Voorouders van Reinier II van Henegouwen                   | Voorouders van Reinier II van Henegouwen                   | Voorouders van Reinier II van Henegouwen                   | Voorouders van Reinier II van Henegouwen                   | Voorouders van Reinier II van Henegouwen                   | Voorouders van Reinier II van Henegouwen                   | Voorouders van Reinier II van Henegouwen                   | Voorouders van Reinier II van Henegouwen                   |               |
| ---------------------------------------- | ---------------------------------------------------------- | ---------------------------------------------------------- | ---------------------------------------------------------- | ---------------------------------------------------------- | ---------------------------------------------------------- | ---------------------------------------------------------- | ---------------------------------------------------------- | ---------------------------------------------------------- | ------------- |
| Overgrootouders                          | Giselbert van de Bidgouw (800-) ∞ ? (-)                    | Giselbert van de Bidgouw (800-) ∞ ? (-)                    | Lotharius I (795-855) ∞ Irmgard (805-851)                  | Lotharius I (795-855) ∞ Irmgard (805-851)                  | ? (-) ∞ ? (-)                                              | ? (-) ∞ ? (-)                                              | ? (-) ∞ ? (-)                                              | ? (-) ∞ ? (-)                                              |               |
| Grootouders                              | Giselbert I (825-885) ∞ Ermengarde (ca. 828 - 849)         | Giselbert I (825-885) ∞ Ermengarde (ca. 828 - 849)         | Giselbert I (825-885) ∞ Ermengarde (ca. 828 - 849)         | Giselbert I (825-885) ∞ Ermengarde (ca. 828 - 849)         | ? (-) ∞ ? (-)                                              | ? (-) ∞ ? (-)                                              | ? (-) ∞ ? (-)                                              | ? (-) ∞ ? (-)                                              | ? (-) ∞ ? (-) |
| Ouders                                   | Reinier I van Henegouwen (850-916) ∞ Alberada (854-na 919) | Reinier I van Henegouwen (850-916) ∞ Alberada (854-na 919) | Reinier I van Henegouwen (850-916) ∞ Alberada (854-na 919) | Reinier I van Henegouwen (850-916) ∞ Alberada (854-na 919) | Reinier I van Henegouwen (850-916) ∞ Alberada (854-na 919) | Reinier I van Henegouwen (850-916) ∞ Alberada (854-na 919) | Reinier I van Henegouwen (850-916) ∞ Alberada (854-na 919) | Reinier I van Henegouwen (850-916) ∞ Alberada (854-na 919) |               |
| Reinier II van Henegouwen (890-932)      |                                                            |                                                            |                                                            |                                                            |                                                            |                                                            |                                                            |                                                            |               |

- Gemeinsame Normdatei: 136065295
- Virtual International Authority File: 80472749